# Niels Paarup-Petersen
Niels Paarup-Petersen, född 3 januari 1978 i Vojens i Danmark, är en svensk politiker (centerpartist), som är ordinarie riksdagsledamot sedan 2018, invald för Malmö kommuns valkrets.
Paarup-Petersen är den första centerpartisten som valts till riksdagen från Malmö sedan Malmö blev en egen riksdagsvalkrets 1994. Paarup-Petersen kryssades även in i kommunfullmäktige i Malmö men avsade sig posten för att kunna fokusera på riksdagsuppdraget.
Paarup-Petersen är född och uppvuxen i Vojens i Sønderjylland i Danmark.
Paarup-Petersen har tidigare varit invald i Regionfullmäktige i Skåne där han kryssades in i valet 2014. Paarup-Petersen har som fritidspolitiker varit politisk ledare för Centerpartiet i Malmö under största delen av 2010-talet. Han har särskilt varit engagerad i frågor relaterade till Skåne och Öresundsregionen samt inom digitalisering och utbildning. Invald i styrelsen för Stiftelsen för Telematikens utveckling. 
Paarup-Petersen har bland annat jobbat på Öresundsbron, inom Region Skåne och i eget företag samt inom kommunikationsbranschen. Han har varit mednominerad till årets digitala opinionsbildare för Öresundsrevolutionen.
Paarup-Petersen är gift med riksdagsledamoten Johanna Paarup-Jönsson.